# Hungarian International 2019
Die Hungarian International 2019 fanden vom 30. Oktober bis zum 2. November 2019 in Budaörs statt. Es war die 44. Auflage dieser internationalen Meisterschaften von Ungarn im Badminton.

## Sieger und Platzierte
| Disziplin    | Gold                          | Silber                              | Bronze                              |
| ------------ | ----------------------------- | ----------------------------------- | ----------------------------------- |
| Herreneinzel | Pablo Abián                   | Victor Svendsen                     | Jason Ho-Shue                       |
| Herreneinzel | Pablo Abián                   | Victor Svendsen                     | Rasmus Messerschmidt                |
| Dameneinzel  | Neslihan Yiğit                | Nguyễn Thùy Linh                    | Brittney Tam                        |
| Dameneinzel  | Neslihan Yiğit                | Nguyễn Thùy Linh                    | Silvi Wulandari                     |
| Herrendoppel | Kim Duk-young Kim Sa-rang     | Peter Briggs Joshua Hurlburt-Yu     | Jeppe Bay Mikkel Mikkelsen          |
| Herrendoppel | Kim Duk-young Kim Sa-rang     | Peter Briggs Joshua Hurlburt-Yu     | Mathias Christiansen David Daugaard |
| Damendoppel  | Rachel Honderich Kristen Tsai | Emma Karlsson Johanna Magnusson     | Bengisu Erçetin Nazlıcan Inci       |
| Damendoppel  | Rachel Honderich Kristen Tsai | Emma Karlsson Johanna Magnusson     | Clara Nistad Moa Sjöö               |
| Mixed        | Kim Sa-rang Kim Ha-na         | Mathias Christiansen Alexandra Bøje | Joshua Hurlburt-Yu Josephine Wu     |
| Mixed        | Kim Sa-rang Kim Ha-na         | Mathias Christiansen Alexandra Bøje | Mikkel Mikkelsen Amalie Magelund    |